# Đội tuyển bóng đá nữ quốc gia Đông Timor
Đội tuyển bóng đá nữ quốc gia Đông Timor là đội tuyển bóng đá nữ đại diện cho Đông Timor và do Liên đoàn bóng đá Đông Timor (FFTL) quản lý.
Đội tuyển Đông Timor có trận ra mắt đầu tiên gặp Myanmar tại Giải vô địch bóng đá nữ Đông Nam Á 2016. Sự non nớt về kinh nghiệm khiến đội rời giải đấu đầu tiên với thành tích để lọt lưới 50 bàn và không ghi được bàn nào.

## Thành tích

### World Cup
| Giải vô địch bóng đá nữ thế giới | Giải vô địch bóng đá nữ thế giới | Giải vô địch bóng đá nữ thế giới | Giải vô địch bóng đá nữ thế giới | Giải vô địch bóng đá nữ thế giới | Giải vô địch bóng đá nữ thế giới | Giải vô địch bóng đá nữ thế giới | Giải vô địch bóng đá nữ thế giới |
| Năm                              | Kết quả                          | ST                               | T                                | H                                | T                                | BT                               | BB                               |
| -------------------------------- | -------------------------------- | -------------------------------- | -------------------------------- | -------------------------------- | -------------------------------- | -------------------------------- | -------------------------------- |
| 2019                             | Không tham dự                    | Không tham dự                    | Không tham dự                    | Không tham dự                    | Không tham dự                    | Không tham dự                    | Không tham dự                    |
| 2023                             | Không tham dự                    | Không tham dự                    | Không tham dự                    | Không tham dự                    | Không tham dự                    | Không tham dự                    | Không tham dự                    |
| 2027                             | Không vượt qua vòng loại         | Không vượt qua vòng loại         | Không vượt qua vòng loại         | Không vượt qua vòng loại         | Không vượt qua vòng loại         | Không vượt qua vòng loại         | Không vượt qua vòng loại         |
| Tổng cộng                        | N/A                              | –                                | –                                | –                                | –                                | –                                | –                                |

### Thế vận hội
| Bóng đá tại Thế vận hội Mùa hè | Bóng đá tại Thế vận hội Mùa hè | Bóng đá tại Thế vận hội Mùa hè | Bóng đá tại Thế vận hội Mùa hè | Bóng đá tại Thế vận hội Mùa hè | Bóng đá tại Thế vận hội Mùa hè | Bóng đá tại Thế vận hội Mùa hè | Bóng đá tại Thế vận hội Mùa hè |
| Năm                            | Kết quả                        | ST                             | T                              | H                              | T                              | BT                             | BB                             |
| ------------------------------ | ------------------------------ | ------------------------------ | ------------------------------ | ------------------------------ | ------------------------------ | ------------------------------ | ------------------------------ |
| 2016                           | Không tham dự                  | Không tham dự                  | Không tham dự                  | Không tham dự                  | Không tham dự                  | Không tham dự                  | Không tham dự                  |
| 2020                           | Không tham dự                  | Không tham dự                  | Không tham dự                  | Không tham dự                  | Không tham dự                  | Không tham dự                  | Không tham dự                  |
| 2024                           | Không tham dự                  | Không tham dự                  | Không tham dự                  | Không tham dự                  | Không tham dự                  | Không tham dự                  | Không tham dự                  |
| 2028                           | Không vượt qua vòng loại       | Không vượt qua vòng loại       | Không vượt qua vòng loại       | Không vượt qua vòng loại       | Không vượt qua vòng loại       | Không vượt qua vòng loại       | Không vượt qua vòng loại       |
| Tổng cộng                      | N/A                            | –                              | –                              | –                              | –                              | –                              | –                              |

### Cúp châu Á
| Cúp bóng đá nữ châu Á | Cúp bóng đá nữ châu Á    | Cúp bóng đá nữ châu Á    | Cúp bóng đá nữ châu Á    | Cúp bóng đá nữ châu Á    | Cúp bóng đá nữ châu Á    | Cúp bóng đá nữ châu Á    | Cúp bóng đá nữ châu Á    |
| Năm                   | Kết quả                  | ST                       | T                        | H                        | T                        | BT                       | BB                       |
| --------------------- | ------------------------ | ------------------------ | ------------------------ | ------------------------ | ------------------------ | ------------------------ | ------------------------ |
| 2018                  | Không tham dự            | Không tham dự            | Không tham dự            | Không tham dự            | Không tham dự            | Không tham dự            | Không tham dự            |
| 2022                  | Không tham dự            | Không tham dự            | Không tham dự            | Không tham dự            | Không tham dự            | Không tham dự            | Không tham dự            |
| 2026                  | Không vượt qua vòng loại | Không vượt qua vòng loại | Không vượt qua vòng loại | Không vượt qua vòng loại | Không vượt qua vòng loại | Không vượt qua vòng loại | Không vượt qua vòng loại |
| Tổng cộng             | N/A                      | –                        | –                        | –                        | –                        | –                        | –                        |

### Giải vô địch Đông Nam Á
| Giải vô địch bóng đá nữ Đông Nam Á | Giải vô địch bóng đá nữ Đông Nam Á | Giải vô địch bóng đá nữ Đông Nam Á | Giải vô địch bóng đá nữ Đông Nam Á | Giải vô địch bóng đá nữ Đông Nam Á | Giải vô địch bóng đá nữ Đông Nam Á | Giải vô địch bóng đá nữ Đông Nam Á | Giải vô địch bóng đá nữ Đông Nam Á |
| Năm                                | Kết quả                            | ST                                 | T                                  | H                                  | T                                  | BT                                 | BB                                 |
| ---------------------------------- | ---------------------------------- | ---------------------------------- | ---------------------------------- | ---------------------------------- | ---------------------------------- | ---------------------------------- | ---------------------------------- |
| 2016                               | Vòng bảng                          | 3                                  | 0                                  | 0                                  | 3                                  | 0                                  | 50                                 |
| 2018                               | Vòng bảng                          | 4                                  | 0                                  | 0                                  | 4                                  | 0                                  | 33                                 |
| 2019                               | Vòng bảng                          | 4                                  | 1                                  | 0                                  | 3                                  | 2                                  | 22                                 |
| 2022                               | Vòng bảng                          | 4                                  | 0                                  | 0                                  | 4                                  | 1                                  | 18                                 |
| 2025                               | Vòng bảng                          | 3                                  | 0                                  | 0                                  | 3                                  | 0                                  | 19                                 |
| Tổng                               | 5/12                               | 18                                 | 0                                  | 0                                  | 17                                 | 3                                  | 142                                |

### Á Vận Hội
| Bóng đá tại Đại hội Thể thao châu Á | Bóng đá tại Đại hội Thể thao châu Á | Bóng đá tại Đại hội Thể thao châu Á | Bóng đá tại Đại hội Thể thao châu Á | Bóng đá tại Đại hội Thể thao châu Á | Bóng đá tại Đại hội Thể thao châu Á | Bóng đá tại Đại hội Thể thao châu Á | Bóng đá tại Đại hội Thể thao châu Á |
| Năm                                 | Kết quả                             | ST                                  | T                                   | H                                   | T                                   | BT                                  | BB                                  |
| ----------------------------------- | ----------------------------------- | ----------------------------------- | ----------------------------------- | ----------------------------------- | ----------------------------------- | ----------------------------------- | ----------------------------------- |
| 2018                                | Không tham dự                       | Không tham dự                       | Không tham dự                       | Không tham dự                       | Không tham dự                       | Không tham dự                       | Không tham dự                       |
| 2022                                | Không tham dự                       | Không tham dự                       | Không tham dự                       | Không tham dự                       | Không tham dự                       | Không tham dự                       | Không tham dự                       |
| Tổng cộng                           | N/A                                 | 0                                   | 0                                   | 0                                   | 0                                   | 0                                   | 0                                   |

### Đại hội Thể thao Đông Nam Á
| Giải bóng đá nữ SEA Games | Giải bóng đá nữ SEA Games | Giải bóng đá nữ SEA Games | Giải bóng đá nữ SEA Games | Giải bóng đá nữ SEA Games | Giải bóng đá nữ SEA Games | Giải bóng đá nữ SEA Games | Giải bóng đá nữ SEA Games |
| Năm                       | Kết quả                   | ST                        | T                         | H                         | T                         | BT                        | BB                        |
| ------------------------- | ------------------------- | ------------------------- | ------------------------- | ------------------------- | ------------------------- | ------------------------- | ------------------------- |
| 2001-2023                 | Không tham dự             | 0                         | 0                         | 0                         | 0                         | 0                         | 0                         |
| Tổng                      |                           | 0                         | 0                         | 0                         | 0                         | 0                         | 0                         |

## Huấn luyện viên
| Tên                | Thời gian | Tr | T | H | B |
| ------------------ | --------- | -- | - | - | - |
| Filomeno Fernandes | 2016–nay  | 3  | 0 | 0 | 3 |